# Cilaos
Cilaos este un oraș și comună de pe insula franceză Réunion situată în Oceanul Indian.

## Geografia
Cilaos este situat central, pe insulă, într-o calderă la altitudinea de 1214 m. Caldera este, de obicei, cunoscută sub numele de "Cirque".

## Istoria
Numele Cilaos vine de la cuvântul din malgașă, Tsilaosa (formă modernă: tsy ilaozana), ceea ce înseamnă "locul pe care nu-l părăsești niciodată".
Potrivit unor istorici, cuvântul Cilaos își găsește originile în numele unui sclav malgaș numit Tsilaos care s-a refugiat în acest loc. În timp, sclavii au fost numiți "maro", în timp ce sclavii fugari au fost numiți "negru-maro".
Primii locuitori din Cilaos au fost "negru-maro", ei s-au considerat a fi în "vârful lumii" și în siguranță deplină. Cu toate acestea, fugarii au fost recuceriți foarte repede, urmăriți și vânați de către proprietarii de sclavi care erau bine organizați și bine înarmați. În aceste încercări mai mulți fugari au fost uciși. Se pare că acești fugari au creat pentru prima dată "căile de capră" care facilitează accesul din munții din Réunion.
După moartea sau recucerirea acestor sclavi fugari, zona Cilaos probabil a devenit nelocuită din nou pentru un timp, deoarece prima înregistrare oficială a unei așezări apare doar în jurul anului 1850. În acest an, o stațiune balneoclimaterică a fost înființată, și în 1866, existau 960 de locuitori. Până în 1900, populația a crescut la 2500, și recensământul din 1982 a înregistrat 5629 de locuitori.

## Clima
De la 15 martie 1952 la 16 martie 1952 au căzut 1870 mm de ploaie în Cilaos în 24 de ore, aceasta este cea mai mare cantitate de ploaie care a căzut vreodată într-o singură zi.

## Galerie de imagini

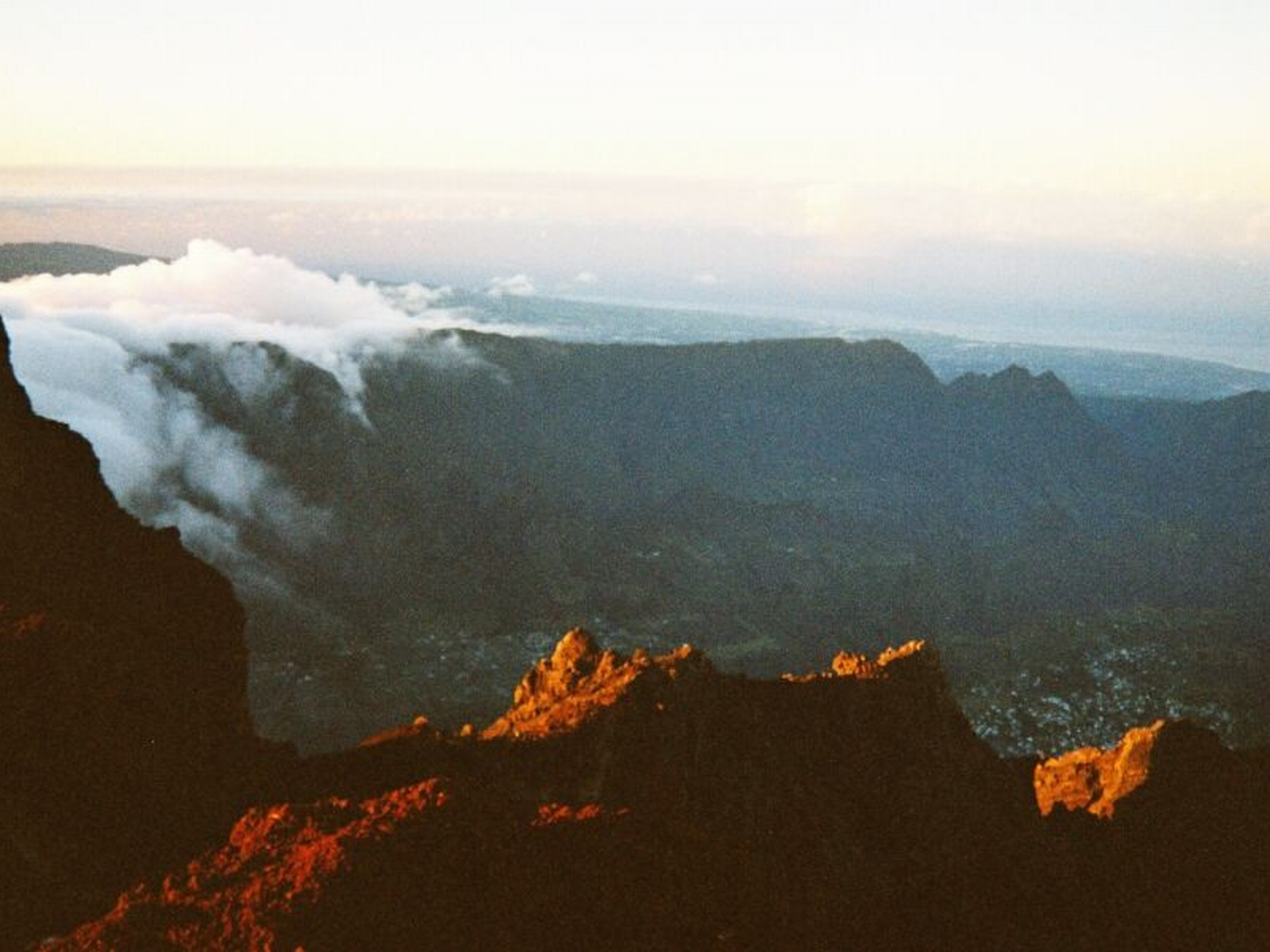
Vedere de la Piton des Neiges
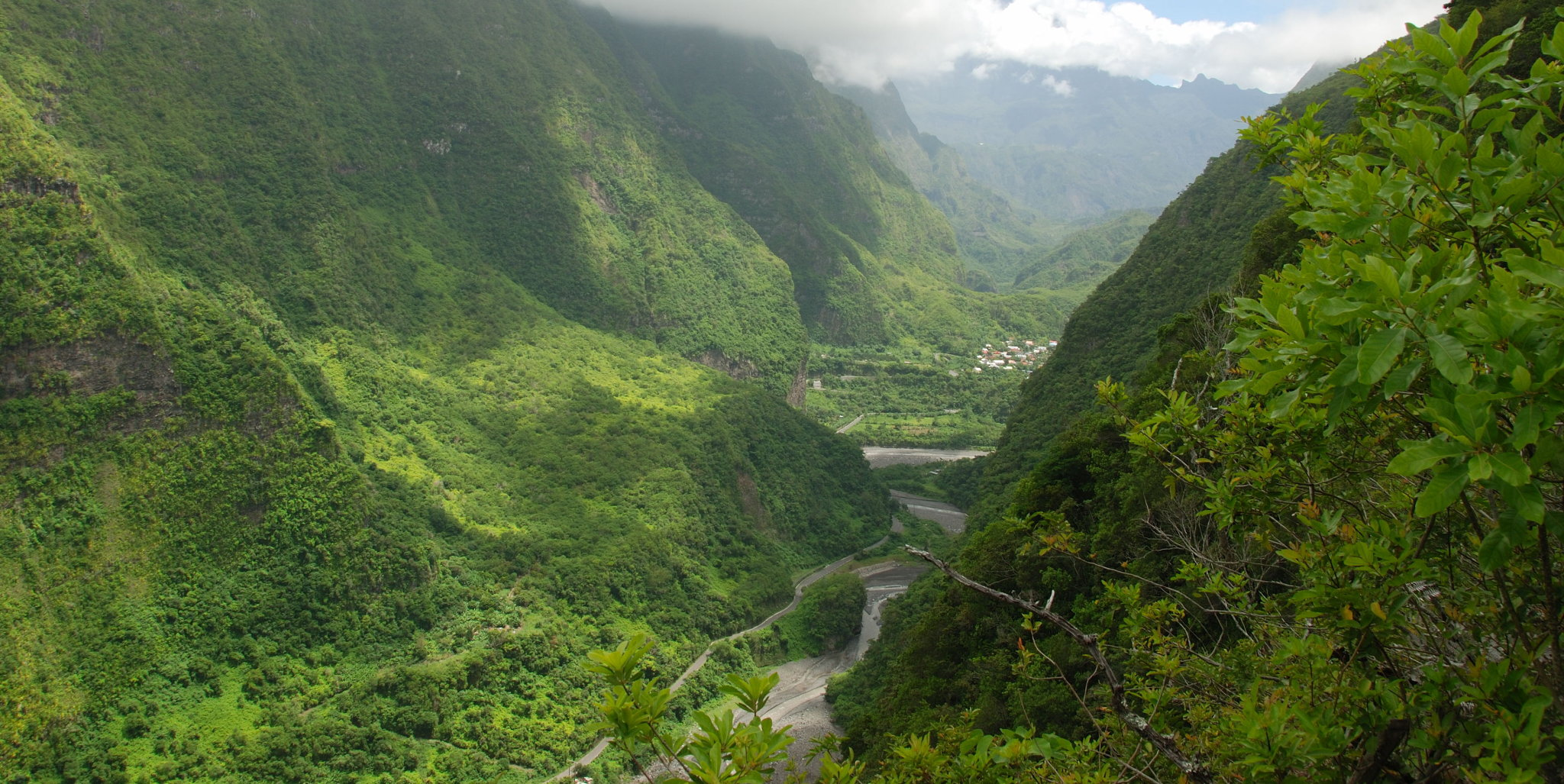
Vedere
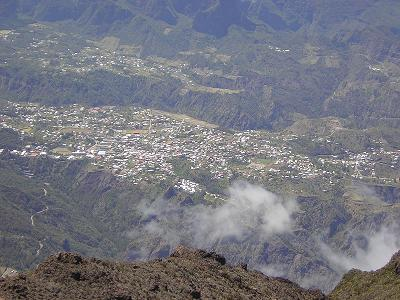
Vedere
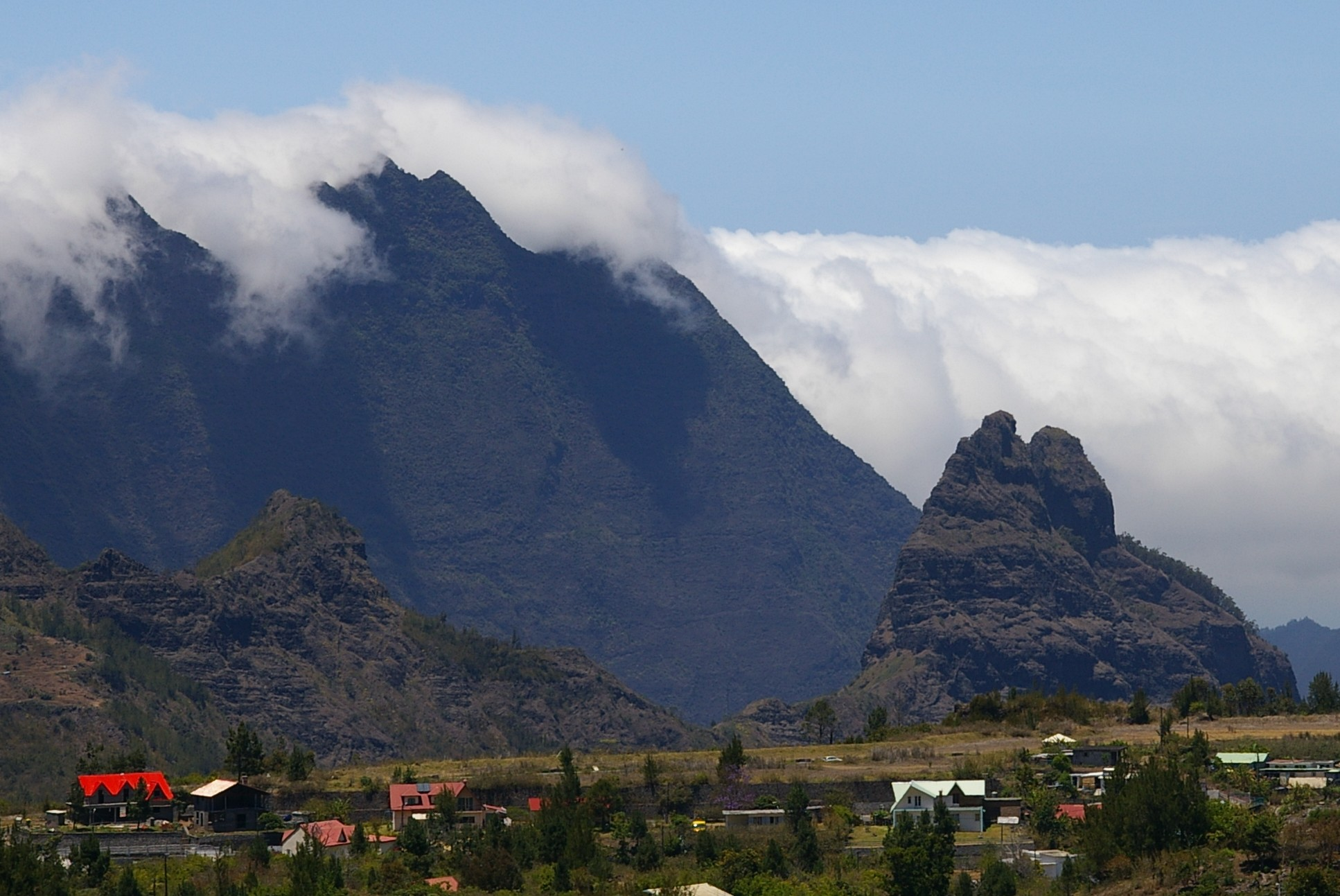
Cilaos